# Carolina d'Assia-Homburg
Carolina d'Assia Homburg, nome completo Carolina Amalia Elisabetta Augusta Federica Ludovica Cristiana Giuseppina Leopoldina Giorgia Bernardina Guglielmina Woldemara Carlotta (Bad Homburg vor der Höhe, 19 marzo 1819 – Greiz, 18 gennaio 1872), era figlia del langravio Gustavo d'Assia-Homburg e di sua moglie, la principessa Luisa Federica di Anhalt-Dessau.

## Biografia
Sposò a Homburg, il 1º ottobre 1839, il principe Enrico XX di Reuss-Greiz.
Dopo la morte del marito, Carolina fu reggente, in nome e per conto del figlio, dal 1859 al 1867. Quale figlia di un generale austriaco, la principessa tenne un atteggiamento anti-prussiano, ma v'è da sottolineare al riguardo che anche molti principi di Reuss erano stati al servizio degli Asburgo. Nella guerra austro-prussiana Carolina si schierò contro la Prussia e di conseguenza Greiz venne occupata dalla truppe prussiane. Se il principato evitò il destino del Regno di Hannover (che venne annesso alla Prussia), lo si dovette al granduca Carlo Alessandro di Sassonia-Weimar-Eisenach, che si adoperò personalmente con suo cognato Guglielmo I in favore della casata di Reuss-Greiz.
Carolina però dovette, ancor prima della maggiore età del figlio, abbandonare la carica di reggente, nonché pagare con il proprio patrimonio personale la metà delle indennità di guerra.

## Figli
- principessa Erminia (1840-1890), sposò nel 1862  il principe Hugo von Schönburg-Waldenburg (1822-1897)
- principe Enrico XXI (* † 1844)
- principe Enrico XXII (1846-1902), principe sovrano di Reuss-Greiz
- principe Enrico XXIII (1848-1861)
- principessa Maria (1855-1909), sposò nel 1875 il principe Federico di Isenburg-Büdingen (1847-1889)

## Ascendenza
|                                    |                                   |                                                    | Genitori                                                  |  |  | Nonni |  |  | Bisnonni                       |  |  | Trisnonni                              |  |
|                                    |                                   |                                                    |                                                           |  |  |       |  |  | 8. Federico IV d'Assia-Homburg |  |  | 16. Casimiro Guglielmo d'Assia-Homburg |  |
|                                    |                                   |                                                    |                                                           |  |  |       |  |  | 8. Federico IV d'Assia-Homburg |  |  | 16. Casimiro Guglielmo d'Assia-Homburg |  |
|                                    |                                   | 17. Cristina Carlotta di Solms-Braunfels           |                                                           |  |  |       |  |  | 8. Federico IV d'Assia-Homburg |  |  |                                        |  |
| 4. Federico V d'Assia-Homburg      |                                   |                                                    |                                                           |  |  |       |  |  | 8. Federico IV d'Assia-Homburg |  |  |                                        |  |
|                                    |                                   | 9. Ulrica Luisa di Solms-Braunfels                 | 18. Federico Guglielmo di Solms-Braunfels                 |  |  |       |  |  |                                |  |  |                                        |  |
|                                    |                                   | 9. Ulrica Luisa di Solms-Braunfels                 | 18. Federico Guglielmo di Solms-Braunfels                 |  |  |       |  |  |                                |  |  |                                        |  |
|                                    |                                   | 9. Ulrica Luisa di Solms-Braunfels                 | 19. Sofia Maddalena di Solms-Laubach                      |  |  |       |  |  |                                |  |  |                                        |  |
| 2. Gustavo d'Assia-Homburg         |                                   | 9. Ulrica Luisa di Solms-Braunfels                 |                                                           |  |  |       |  |  |                                |  |  |                                        |  |
|                                    |                                   | 10. Luigi IX d'Assia-Darmstadt                     | 20. Luigi VIII d'Assia-Darmstadt                          |  |  |       |  |  |                                |  |  |                                        |  |
|                                    |                                   | 10. Luigi IX d'Assia-Darmstadt                     | 20. Luigi VIII d'Assia-Darmstadt                          |  |  |       |  |  |                                |  |  |                                        |  |
|                                    |                                   | 10. Luigi IX d'Assia-Darmstadt                     | 21. Carlotta di Hanau-Lichtenberg                         |  |  |       |  |  |                                |  |  |                                        |  |
| 5. Carolina d'Assia-Darmstadt      |                                   | 10. Luigi IX d'Assia-Darmstadt                     |                                                           |  |  |       |  |  |                                |  |  |                                        |  |
|                                    |                                   | 11. Carolina del Palatinato-Zweibrücken-Birkenfeld | 22. Cristiano III del Palatinato-Zweibrücken              |  |  |       |  |  |                                |  |  |                                        |  |
|                                    |                                   | 11. Carolina del Palatinato-Zweibrücken-Birkenfeld | 22. Cristiano III del Palatinato-Zweibrücken              |  |  |       |  |  |                                |  |  |                                        |  |
|                                    |                                   | 11. Carolina del Palatinato-Zweibrücken-Birkenfeld | 23. Carolina di Nassau-Saarbrücken                        |  |  |       |  |  |                                |  |  |                                        |  |
| 1. Carolina d'Assia-Homburg        |                                   | 11. Carolina del Palatinato-Zweibrücken-Birkenfeld |                                                           |  |  |       |  |  |                                |  |  |                                        |  |
|                                    | 12. Leopoldo III di Anhalt-Dessau | 24. Leopoldo II di Anhalt-Dessau                   |                                                           |  |  |       |  |  |                                |  |  |                                        |  |
|                                    | 12. Leopoldo III di Anhalt-Dessau | 24. Leopoldo II di Anhalt-Dessau                   |                                                           |  |  |       |  |  |                                |  |  |                                        |  |
|                                    | 12. Leopoldo III di Anhalt-Dessau | 25. Gisella Agnese di Anhalt-Köthen                |                                                           |  |  |       |  |  |                                |  |  |                                        |  |
| 6. Federico di Anhalt-Dessau       | 12. Leopoldo III di Anhalt-Dessau |                                                    |                                                           |  |  |       |  |  |                                |  |  |                                        |  |
|                                    |                                   | 13. Luisa di Brandeburgo-Schwedt                   | 26. Federico Enrico di Brandeburgo-Schwedt                |  |  |       |  |  |                                |  |  |                                        |  |
|                                    |                                   | 13. Luisa di Brandeburgo-Schwedt                   | 26. Federico Enrico di Brandeburgo-Schwedt                |  |  |       |  |  |                                |  |  |                                        |  |
|                                    |                                   | 13. Luisa di Brandeburgo-Schwedt                   | 27. Leopoldina Maria di Anhalt-Dessau                     |  |  |       |  |  |                                |  |  |                                        |  |
| 3. Luisa Federica di Anhalt-Dessau |                                   | 13. Luisa di Brandeburgo-Schwedt                   |                                                           |  |  |       |  |  |                                |  |  |                                        |  |
|                                    |                                   | 14. Federico V d'Assia-Homburg (= 4)               | 28. Federico IV d'Assia-Homburg (= 8)                     |  |  |       |  |  |                                |  |  |                                        |  |
|                                    |                                   | 14. Federico V d'Assia-Homburg (= 4)               | 28. Federico IV d'Assia-Homburg (= 8)                     |  |  |       |  |  |                                |  |  |                                        |  |
|                                    |                                   | 14. Federico V d'Assia-Homburg (= 4)               | 29. Ulrica Luisa di Solms-Braunfels (= 9)                 |  |  |       |  |  |                                |  |  |                                        |  |
| 7. Amalia d'Assia-Homburg          |                                   | 14. Federico V d'Assia-Homburg (= 4)               |                                                           |  |  |       |  |  |                                |  |  |                                        |  |
|                                    |                                   | 15. Carolina d'Assia-Darmstadt (= 5)               | 30. Luigi IX d'Assia-Darmstadt (= 10)                     |  |  |       |  |  |                                |  |  |                                        |  |
|                                    |                                   | 15. Carolina d'Assia-Darmstadt (= 5)               | 30. Luigi IX d'Assia-Darmstadt (= 10)                     |  |  |       |  |  |                                |  |  |                                        |  |
|                                    |                                   | 15. Carolina d'Assia-Darmstadt (= 5)               | 31. Carolina del Palatinato-Zweibrücken-Birkenfeld (= 11) |  |  |       |  |  |                                |  |  |                                        |  |
|                                    |                                   | 15. Carolina d'Assia-Darmstadt (= 5)               |                                                           |  |  |       |  |  |                                |  |  |                                        |  |